# Supergiant Games
Supergiant Games, LLC (trách nhiệm hữu hạn) là  công ty phát triển video game và phân phối video game có trụ sở tại San Francisco. Được thành lập vào năm 2009 bởi Amir Rao và Gavin Simon, Supergiant Games nổi danh với các trò chơi được giới phê bình đánh giá cao gồm Bastion, Transistor, Pyre và Hades.

## Lịch sử

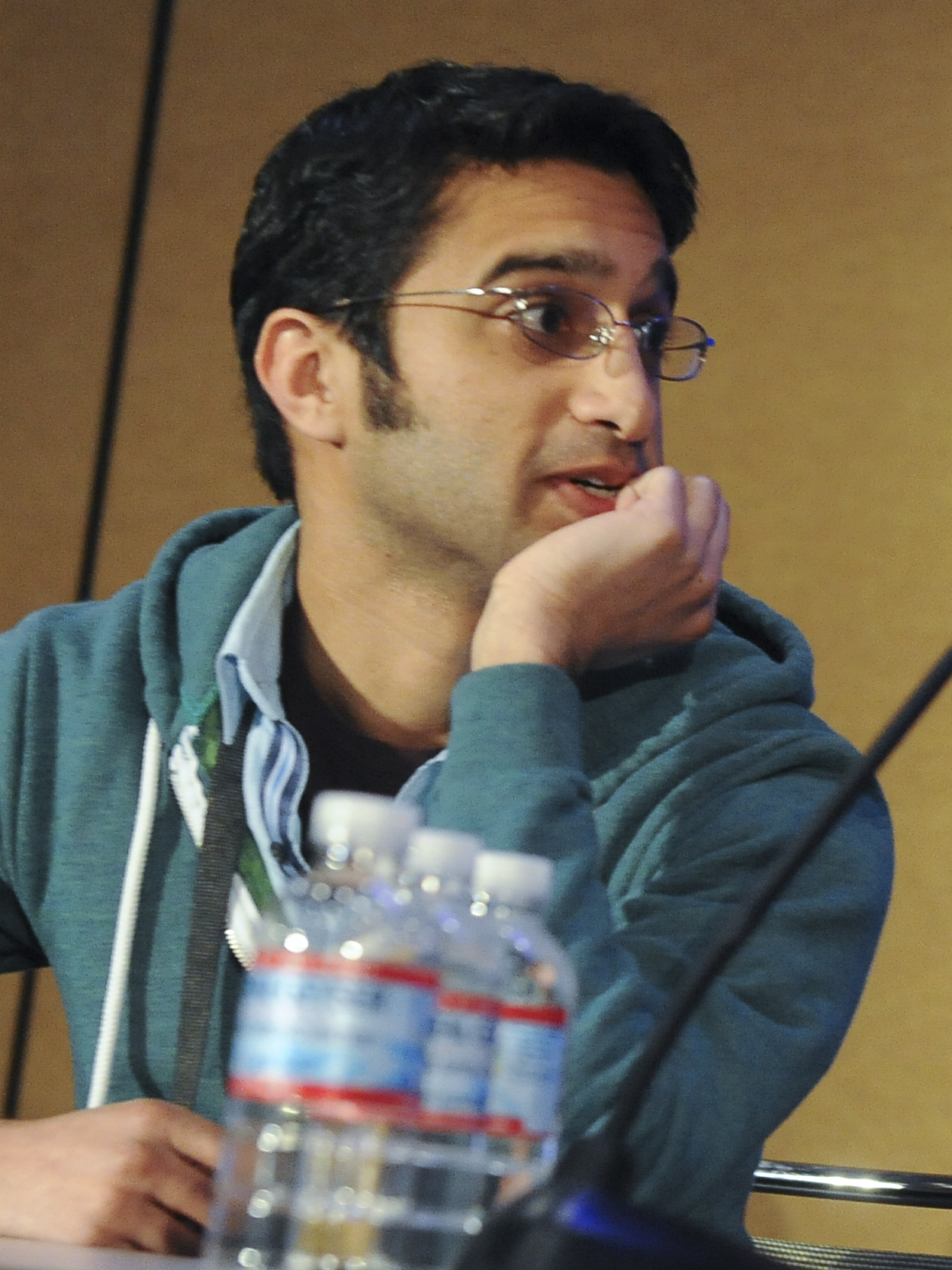
Amir Rao, đồng sáng lập của Supergiant Games, hình chụp năm 2012

Supergiant Games được thành lập bởi Amir Rao và Gavin Simon vào năm 2009. Cả Rao và Simon từng có một thời làm việc tại một studio thuộc Electronic Arts ở Los Angeles với công việc chính là tham gia sản xuất dòng game Command & Conquer. Năm 2009, hai người cùng nghỉ việc, thuê cùng một căn hộ, và hợp tác thực hiện một video game độc lập hoàn toàn mới. Khi đó, nhạc sĩ Darren Korb, hiện tại là giám đốc âm thanh của Supergiant Games, đã nhận lời để sáng tạo mảng âm thanh và âm nhạc cho game. Ngoài ra, họ cũng nhờ đến sự giúp đỡ của một vài nhà lập trình và nhà phát triển game tự do.
Video game đầu tay của họ, Bastion, nhận được vô số lời ngợi khen từ giới phê bình, bao gồm cả việc lọt vào danh sách "Video game của năm" của nhiều tờ báo về game danh tiếng. Trong quá trình phát triển và hoàn thiện, Bastion phô diễn đồ họa và gameplay của nó lần đầu tiên tại hội chợ video game Penny Arcade Expo 2010 như là một phần thuộc "PAX 10" - mười trò chơi độc lập sắp ra mắt. Tuy điều này đã thu hút một số nhà phân phối, nhưng do Supergiant Games nhận ra rằng chỉ có công ty Warner Bros. Interactive Entertainment là có chung tầm nhìn chiến lược cho Bastion tương tự với họ, cho nên Supergiant Games đã chọn Warner Bros. Interactive Entertainment làm đối tác xuất bản, không chỉ để phân phối trò chơi cho Xbox Live Arcade mà còn được quyền dùng Bastion như một video game ra mắt trong đợt quảng bá "Summer of Arcade" năm 2011.
Vào tháng 3 năm 2013, Supergiant Games đã công bố tựa game tiếp theo của họ, Transistor, được phát hành vào ngày 20 tháng 5 năm 2014. Một video quảng cáo đã được phát hành vào ngày 19 tháng 3. Trò chơi có một nữ nhân vật chính, Red, trong một thành phố giống như cyberpunk, người đã có được một vũ khí mạnh mẽ mà cô ấy suýt bị giết vì sở hữu. Trò chơi có một góc nhìn isometric tương tự như Bastion. Transistor tương tự đã được đáp ứng với sự hoan nghênh của giới phê bình.
Vào tháng 4 năm 2016, Supergiant Games đã công bố trò chơi thứ ba của họ là Pyre, được phát hành vào ngày 25 tháng 7 năm 2017, cho Microsoft Windows, Linux và PlayStation 4. Nó được mô tả là một trò chơi nhập vai dựa trên bữa tiệc. Trong thời gian nghỉ so với các trò chơi trước của họ, Pyre không sử dụng quan điểm đẳng áp; nhóm của người chơi đi khắp thế giới ngầm 2D và chiến đấu diễn ra trên một đấu trường riêng biệt. Hệ thống chiến đấu cũng rất khác biệt, được mô tả là "bóng rổ giả tưởng". Giàn thiêu được một lần nữa coi trìu mến bởi các nhà phê bình và được đặt tên Game Informer trò chơi indie tốt nhất ' năm đó. 
Trò chơi tiếp theo của Supergiant, Hades, đã được tiết lộ tại The Game Awards 2018 và được phát hành vào ngày 17 tháng 9 năm 2020, sau bản phát hành truy cập sớm từ tháng 12 năm 2018. Hades là một trò chơi hành động nhập vai dựa trên thần thoại Hy Lạp, trong đó nhân vật người chơi Zagreus sử dụng kết hợp vũ khí, phép thuật và khả năng để đánh bại kẻ thù trong các ngục tối được tạo theo thủ tục và trốn thoát khỏi cha mình, Hades. Hades đã nhận được sự hoan nghênh của giới phê bình, đạt đến trạng thái "được hoan nghênh toàn cầu" trên Metacritic; với một số giải thưởng đã giành được và được đề cử cho chín giải thưởng tại The Game Awards 2020, chiến thắng hai giải bao gồm Trò chơi độc lập hay nhất và Hành động hay nhất.

## Trò chơi được phát triển
| Năm      | Tiêu đề      | Nền tảng                                                                                                   |
| -------- | ------------ | --- |
| 2011     | Bastion      | Microsoft Windows, macOS, Linux, PlayStation 4, PlayStation Vita, Nintendo Switch, Xbox 360, Xbox One, iOS |
| 2014     | Bóng bán dẫn | Microsoft Windows, macOS, Linux, PlayStation 4, Nintendo Switch, iOS, Apple TV                             |
| 2017     | Pyre         | Microsoft Windows, macOS, Linux, PlayStation 4                                                             |
| Năm 2020 | Hades        | Microsoft Windows, macOS, Nintendo Switch                                                                  |